# Badische VIII e
| Badische VIII e DR-Baureihe 567   | Badische VIII e DR-Baureihe 567                          | Badische VIII e DR-Baureihe 567                          | Badische VIII e DR-Baureihe 567                          |
| --------------------------------- | -------------------------------------------------------- | -------------------------------------------------------- | -------------------------------------------------------- |
| Nr. 780 um 1908                   |                                                          |                                                          |                                                          |
| Nummerierung:                     | VIIIe1 Nr. 771–780 DR 56 701–709                         | VIIIe2–5 Nr. 9…827 DR 56 711–738                         | VIIIe6–8 Nr. 3…866 DR 56 751–785                         |
| Anzahl:                           | 10                                                       | 29                                                       | 31                                                       |
| Hersteller:                       | Maffei, MBG Karlsruhe                                    | MBG Karlsruhe                                            | MBG Karlsruhe                                            |
| Baujahr(e):                       | 1908                                                     | 1910–1912                                                | 1913–1915                                                |
| Ausmusterung:                     | bis 1931                                                 | bis 1931                                                 | bis 1931                                                 |
| Bauart:                           | 1'D h4v 1)                                               | 1'D h4v 1)                                               | 1'D h4v                                                  |
| Gattung:                          | G 45.16                                                  | G 45.16                                                  | G 45.16                                                  |
| Spurweite:                        | 1435 mm                                                  | 1435 mm                                                  | 1435 mm                                                  |
| Länge über Puffer:                | 19.124 mm                                                | 18.784 mm                                                | 18.804 mm                                                |
| Höhe:                             | 4650 mm                                                  | 4650 mm                                                  | 4650 mm                                                  |
| Breite:                           | 3000 mm                                                  | 3000 mm                                                  | 3000 mm                                                  |
| Fester Radstand:                  | 3300 mm                                                  | 3300 mm                                                  | 3300 mm                                                  |
| Gesamtradstand:                   | 7450 mm                                                  | 7450 mm                                                  | 7450 mm                                                  |
| Radstand mit Tender:              | 15.860 mm                                                | 15.860 mm                                                | 15.860 mm                                                |
| Kleinster befahrbarer Halbmesser: | 164,5 m                                                  | 164,5 m                                                  | 164,5 m                                                  |
| Leermasse:                        | 70,4 t                                                   | 70,4 t                                                   | 69,4 t                                                   |
| Dienstmasse:                      | 77,1 t                                                   | 75,3 t                                                   | 76,0 t                                                   |
| Reibungsmasse:                    | 65,5 t                                                   | 63,2 t                                                   | 64,0 t                                                   |
| Radsatzfahrmasse:                 | 16,4 t                                                   | 15,8 t                                                   | 16,0 t                                                   |
| Höchstgeschwindigkeit:            | 65 km/h                                                  | 65 km/h                                                  | 65 km/h                                                  |
| Kuppelraddurchmesser:             | 1350 mm                                                  | 1350 mm                                                  | 1350 mm                                                  |
| Laufraddurchmesser:               | 850 mm                                                   | 850 mm                                                   | 850 mm                                                   |
| Steuerungsart:                    | Heusinger                                                | Heusinger                                                | Heusinger                                                |
| Zylinderanzahl:                   | 4                                                        | 4                                                        | 4                                                        |
| ND-Zylinderdurchmesser:           | 635 mm                                                   | 610 mm                                                   | 610 mm                                                   |
| HD-Zylinderdurchmesser:           | 395 mm                                                   | 380 mm                                                   | 395 mm                                                   |
| Kolbenhub:                        | 640 mm                                                   | 640 mm                                                   | 640 mm                                                   |
| Kesselüberdruck:                  | 16 bar                                                   | 16 bar                                                   | 16 bar                                                   |
| Anzahl der Heizrohre:             | 332                                                      | 312                                                      | 169                                                      |
| Anzahl der Rauchrohre:            |                                                          |                                                          | 28                                                       |
| Heizrohrlänge:                    | 3650 mm                                                  | 3650 mm                                                  | 4200 mm                                                  |
| Rostfläche:                       | 3,75 m²                                                  | 3,55 m²                                                  | 3,55 m²                                                  |
| Strahlungsheizfläche:             | 13,0 m²                                                  | 11,88 m²                                                 | 11,85 m²                                                 |
| Rohrheizfläche:                   | 182,0 m²                                                 | 175,21 m²                                                | 152,52 m²                                                |
| Überhitzerfläche:                 |                                                          |                                                          | 50,1 m²                                                  |
| Verdampfungsheizfläche:           | 195,0 m²                                                 | 187,09 m²                                                | 164,35 m²                                                |
| Tender:                           | bad. 2’2’ T 20                                           | bad. 2’2’ T 20                                           | bad. 2’2’ T 20                                           |
| Wasservorrat:                     | 20 m³                                                    | 20 m³                                                    | 20 m³                                                    |
| Brennstoffvorrat:                 | 7 t Kohle                                                | 7 t Kohle                                                | 7 t Kohle                                                |
| Bremse:                           | Westinghouse-Bremse                                      | Westinghouse-Bremse                                      | Westinghouse-Bremse                                      |
| Anmerkung:                        | 1): nach Ausbau des Dampftrockners Bauart Clench 1'D n4v | 1): nach Ausbau des Dampftrockners Bauart Clench 1'D n4v | 1): nach Ausbau des Dampftrockners Bauart Clench 1'D n4v |

Die Dampflokomotiven der Gattung VIII e der Großherzoglichen Badischen Staatsbahn waren die ersten Güterzuglokomotiven mit einem Barrenrahmen und die ersten mit der Achsfolge 1'D in Deutschland. Sie waren zugleich auch die letzte in Baden entwickelte Güterzuglokgattung. Nach der Übernahme durch die Deutsche Reichsbahn wurden die Lokomotiven in die Baureihe 567 eingeordnet.

## Geschichte
Mit Beginn des 20. Jahrhunderts waren die D-Kuppler der Gattungen VIII a und VIII b sowie die Mallet-Loks der Gattung VIII c durch die steigenden Zuglasten an die Grenze ihrer Leistungsfähigkeit geraten. Außerdem konnte bei letzteren das Laufverhalten nicht völlig überzeugen. Somit entschloss sich die badische Staatsbahn, Lokomotiven der Bauart 1'D mit einem Vierzylinder-Verbundtriebwerk zu entwerfen. Die erste Lieferung erfolgte 1909 von Maffei nach Entwürfen von Oberbaurat Alexander Courtin. Bei der Entwicklung der Lokomotiven stand er in Kontakt mit Karl Gölsdorf. So weist die Maschine ähnliche Lösungen wie die Reihe 170 der österreichischen Staatsbahn auf. Auf Anraten Gölsdorfs nutzte man auch einen Dampftrockner Bauart Clench zur Verbesserung der Leistung. Dieser wurde ab der 6. Lieferserie durch einen Schmidt-Rauchrohrüberhitzer ersetzt. Den Clench-Dampftrockner baute man später aus, so dass die Lokomotiven im Nassdampfbetrieb weitergenutzt wurden.
Insgesamt wurden 70 Lokomotiven in acht Lieferserien beschafft. Fünf Lokomotiven der ersten Serie lieferte Maffei und fünf die Maschinenbaugesellschaft Karlsruhe. Alle weiteren Lieferserien wurde in der badischen Lokomotivfabrik ausgeführt. Mit den Lokomotiven versuchte man den Bedarf an Güterzuglokomotiven für die nächsten Jahre so weit wie möglich abzudecken. Erst das starke Transportaufkommen während des Ersten Weltkrieges machte den Einsatz von Lokomotiven der Gattung G 12 notwendig. 68 VIII e wurden von der Reichsbahn übernommen. Die letzten Lokomotiven wurden 1931 ausgemustert, da die unter der Regie der Reichsbahn hergestellten Lokomotiven wesentlich leistungsfähiger waren.
Die Gattung VIII e war in der Lage, einen 1840 Tonnen schweren Zug in der Ebene mit 45 km/h zu ziehen. Bei 700 Tonnen betrug die Geschwindigkeit 65 km/h und bei einer Steigung von 20 ‰ mit 340 Tonnen noch 25 km/h.

## Konstruktive Merkmale

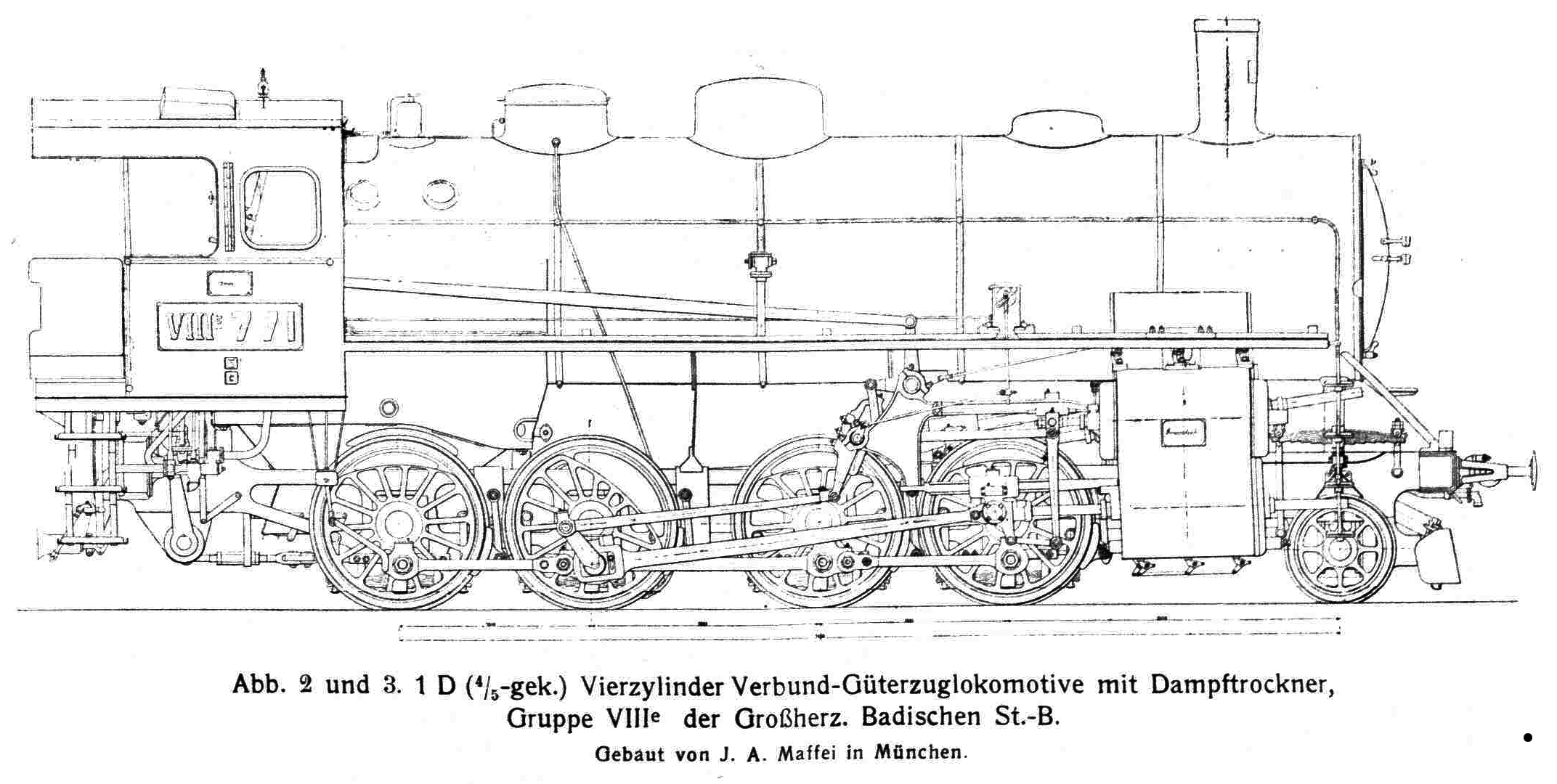
Zeichnung einer VIII e erste Lieferserie

Die Lokomotiven besaßen einen einteiligen geschmiedeten Barrenrahmen mit einer Dicke von 100 mm. Der Langkessel bestand aus zwei Schüssen und war mit einer Höhe der Kesselmitte von 2790 mm über der Schienenoberkante sehr hoch ausgeführt. Der Stehkessel ragte über den Rahmen hinaus, dadurch wurde eine verhältnismäßig große Rostfläche ermöglicht. Der Clench-Dampftrockner ragte durch die Rauchkammerrohrwand. Die kupferne Feuerbüchse hatte eine äußere glatte halbrunde Decke. Die Feuertür war dreiteilig. Der Kessel war über Pendelbleche und die Rauchkammer über den Zylinder-Sattel mit dem Rahmen verbunden. Die Sicherheitsventile waren von der Bauart Coale Muffler. Der Dampfdom saß bei der ersten Lieferserie in der Höhe zwischen 2. und 3. Kuppelachse. Bei den späteren Serien wurde er weiter nach vorn gerückt. Die Lokomotiven der Lieferserien mit Dampftrockner wurden mit einem gesonderten Reglerdom zwischen Dampfdom und Schornstein ausgestattet.
Als Speiseeinrichtungen dienten zwei Strahlpumpen. Später benutzte man eine Vorwärmeanlage Bauart Knorr mit Speisepumpe. Die 8. Lieferserie war schon bei Auslieferung damit ausgestattet.
Das Fahrwerk war an vier Punkten abgestützt. Der Laufradsatz war als Adamsachse mit 65 mm Seitenverschiebung ausgeführt. Der zweite und vierte Kuppelradsatz hatte ein Seitenspiel von 25 mm. Die Treib- und Kuppelachsen waren durch untenliegende Blattfedern und der Laufradsatz durch obenliegende Blattfedern abgefedert. Der Laufradsatz, die erste und die zweite Kuppelachse waren mit einem Ausgleichshebel verbunden.

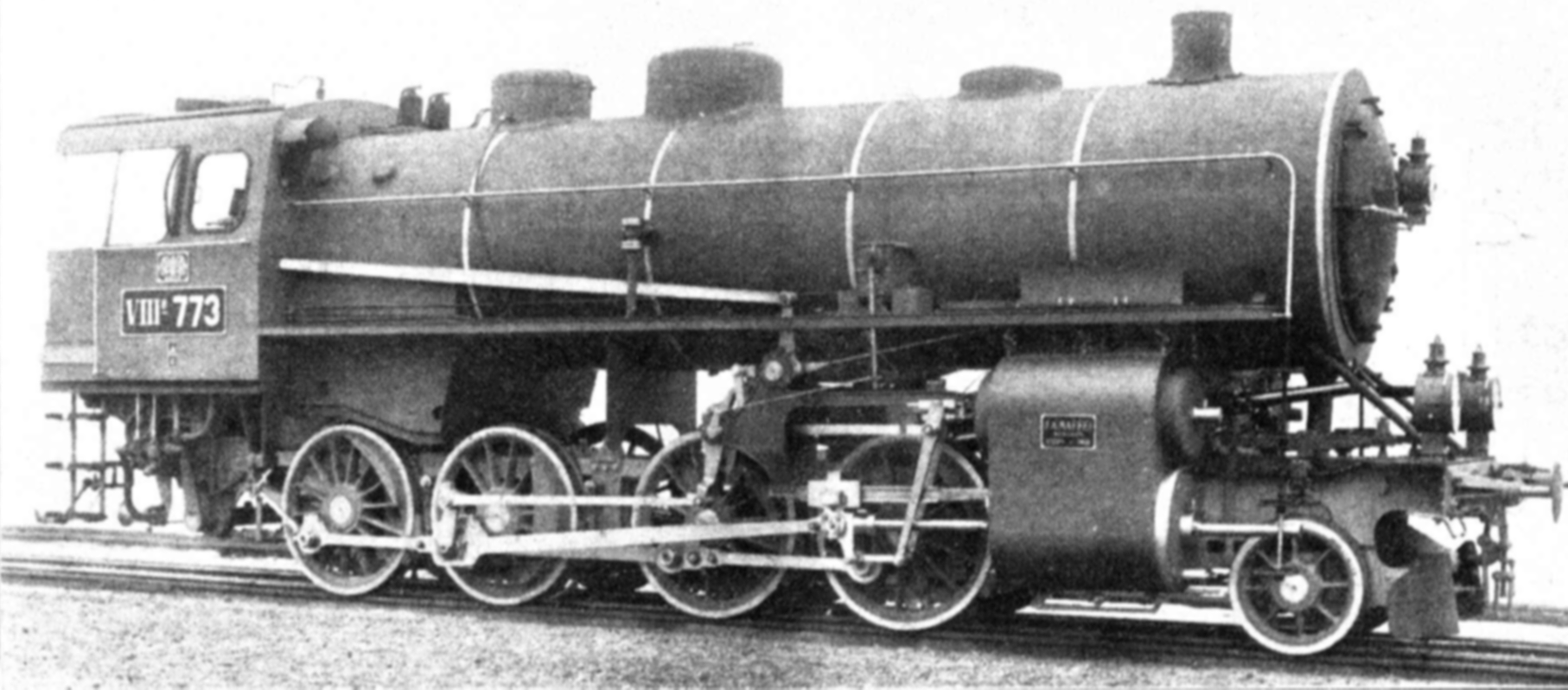
VIII e erste Lieferserie Nr. 773

Die Vierzylindertriebwerke arbeiteten auf die dritte Kuppelachse. Bei den Lokomotiven der ersten bis fünften Lieferserie war es nach dem Ausbau des Clench-Dampftrockners ein Nassdampftriebwerk, bei den übrigen Lokomotiven ein Heißdampftriebwerk. Der äußere Niederdruckzylinder war waagerecht angeordnet, während die inneren Hochdruckzylinder 8° geneigt waren. Die Hochdruck- und Niederdruckzylinder einer Seite fasste man in einem gemeinsamen Gussblock zusammen. Die Kuppelräder verfügten über Ausgleichsgewichte. Die hin- und hergehenden Massen waren nicht ausgeglichen.
Als Steuerung diente eine Heusinger-Steuerung mit Hängeeisen. Bis zur fünften Lieferserie besaßen Hochdruck- und Niederdruckschieber ein gemeinsames Schiebergehäuse mit einer gemeinsamen Schieberstange. Danach besaßen die Lokomotiven getrennte Schieber. Zur Verbesserung des Anfahrverhaltens hatten die Niederdruckschieber eine doppelte Einströmung mit füllungsabhängigen Ventilen.
Die Westinghouse-Bremse wirkte von vorn auf alle Kuppelräder. Gesandet konnten der zweite und dritte Kuppelachssatz werden. Der Geschwindigkeitsmesser war von der Bauart Haußhälter.
Die Fahrzeuge wurden mit einem Schlepptender der Bauart bad 2’2’ T 20 ausgestattet. 40 Stück lieferte Baume & Marpent aus dem belgischen Haine-Saint-Pierre. 19 Tender fertigte die Waggonfabrik Rastatt, elf die Waggonfabrik Fuchs in Heidelberg.